# 鳴門市大津西小学校
鳴門市大津西小学校（なるとし おおつにししょうがっこう）は、徳島県鳴門市大津町大代にある公立小学校。

## 校歌
- 作詞：福岡八郎
- 作曲：勝瀬勝

## 出身者
- 里崎智也 - 元プロ野球選手

## 通学区域が隣接している学校
- 鳴門市第一小学校
- 鳴門市堀江北小学校
- 鳴門市堀江南小学校
- 松茂町立喜来小学校

鳴門市第一小学校の通学区域のうち、本校も選択可能な区域は、以下の学校の通学区域とも隣接。
- 鳴門市明神小学校